# Ozarba fasciata
Ozarba fasciata là một loài bướm đêm trong họ Noctuidae.